# Jongeman, gras snijdend met een sikkel
Jongeman, gras snijdend met een sikkel (Boy Cutting Grass with a Sickle) is een schilderij van de Nederlandse kunstschilder Vincent van Gogh, een aquarel met houtskool, 47 bij 61 centimeter groot. Het werd geschilderd in oktober 1881 te Nuenen en toont Piet Kaufman op een veld. Het werk bevindt zich in het Kröller-Müller Museum te Otterlo.
Van Gogh schreef over het werk in een brief aan zijn broer Theo van Gogh in september 1881:

Ook naar aanleiding van een & ander dat Mauve mij zeide ben ik op nieuw begonnen te werken naar levend model. Ik heb er onderscheiden personen hier toe kunnen krijgen gelukkig, o.a. Piet Kaufman den arbeider.

En op 2 november 1881 ook in een brief aan Anton van Rappard: 

Vandaag heb ik weer een spitter geteekend & sedert uw bezoek ook nog een jongen die gras snijdt met een sikkel.

Van 1904 t/m 1910 had het Dordrechts Museum het schilderij in bruikleen van de toenmalige eigenaar J. Hidde Nijland.